# Serpák
A serpák (tibeti:ཤར་པ།, nepáli:शेर्पा ) népcsoportja a Himalája északkeleti részén él a magas völgyekben. A név jelentése: „keletiek”.
1953. május 29. után váltak ismertté világszerte, miután Edmund Hillary új-zélandi hegymászó egy nepáli serpa, Tendzing Norgaj segítségével elérte a Csomolungma csúcsát. Ettől kezdve a Himalája-expedíciók megkerülhetetlen segítőivé váltak, ez a tevékenység a népcsoport számára fontos jövedelmi forrást jelent. Éppen ezért a köztudatban sokszor a serpa szóhoz a hegyi vezető jelentést társítják, pedig a serpa népcsoport többsége nem végzi ezt a munkát.

## Történelem
A serpák nomád, félnomád nép, a hagyomány szerint évezredekkel ezelőtt Kelet-Tibetből vándoroltak be és telepedtek le a mai Nepál északi részén. A történészek szerint valamikor a 12. és a 15. század között vándorolhattak el eredeti élőhelyükről egy másik agresszív nép fenyegetése miatt, és érkeztek meg Tingri környékére. Itt összeütközésbe kerültek a helyi népcsoporttal, ezért új legelőket keresve érkeztek meg a Nepál területén található mai lakóhelyükre.

## Földrajz
A népesség legnagyobb csoportja Nepál északi részén él a magas völgyekben, főleg Khumbu és Szolu-Khumbu régióban.

## Lakhely

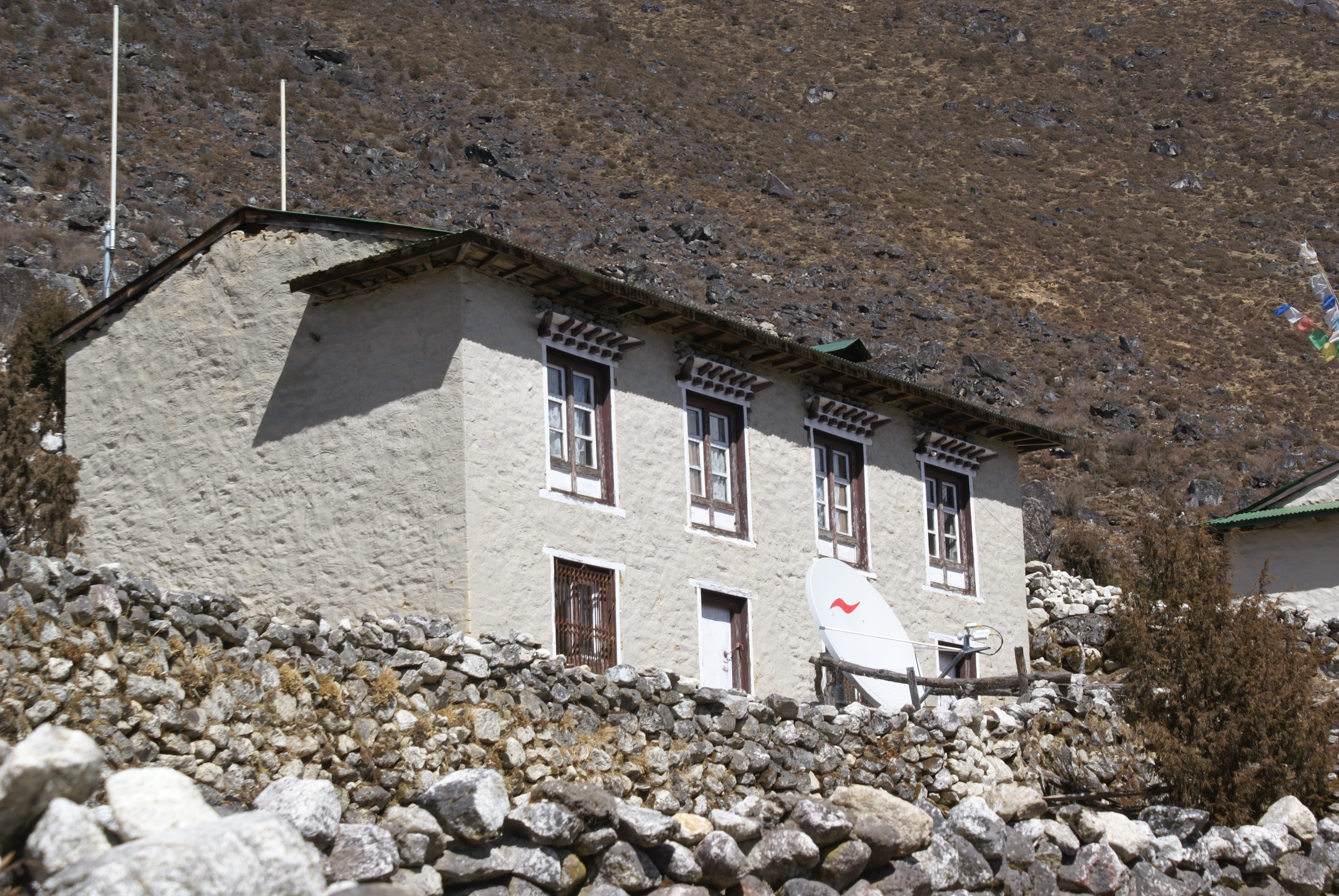
Hagyományos serpa ház

A serpák falvai 3000-4300 méter között találhatók, ezek a legmagasabban elhelyezkedő állandó emberi települések közé tartoznak. A serpák által lakott területen az átlaghőmérséklet erősen függ a település magasságától. Például a 3440 méter magasan fekvő Naudzse faluban júliusban 12 °C az átlaghőmérséklet. Ezeket a területeket novembertől februárig hó takarja, ez lehetetlenné tesz bármilyen munkát a szabadban, így ebben az időszakban a serpák többsége alsóbb régiókba költözik, és csak az idősebbek maradnak télen a magasan fekvő lakóházakban. Februárban aztán a népesség visszatér a falvakba, és ekkor (február 20.) tartják meg az újévi ünnepséget is. A következő három hónapot földműveléssel és vetéssel töltik. Májustól augusztusig tart az esős évszak, augusztustól novemberig jellemzően szárazabb és naposabb az idő, ilyenkor takarítják be a termést is.
A serpa települések nagysága a néhány házból álló településtől a több mint száz házból álló nagyobb falvakig terjed. Ez utóbbihoz tartozik például Khumjung vagy Namche Bazaar. A magasabb területeken a ház rendszerint a tulajdonos birtokának közepén helyezkedik el. A házak kétszintesek és sziklára épülnek: alul van az állatok istállója (itt tartják a takarmányt, az élelmiszert és a tüzelőt), felül az emberek lakhelye. A háztető rendszerint fából készül és sima, és nehéz kövekkel rögzítik.
A padló fából készül, és szőnyeget terítenek rá. A tűzhely valamelyik falnál van; rendszerint fatüzelésű kályhából áll, amin főzni lehet és ami meleget is ad. A falak mentén polcok és fiókok vannak a háztartásban szükséges holmik tárolására. Egyéb bútor nem nagyon van a házban, a háziak a padlóra helyezett takarókon ülnek és alszanak. A szoba egyik sarkában van a latrina és a szemétledobó. A hulladék az istálló szintjére hullik. A szobában kisebb buddhista oltár szolgál az imádkozás céljára. Az oltár előtt tömjént vagy vajlámpát égetnek, a közelben Buddha, más bodhiszattvák vagy a dalai láma képeit helyezik el.

### Életkörülmények
A népesebb falvakban van templom és közösen használt malom, továbbá vallási célokat szolgáló sztúpa és csörten. Nincsenek kiépített utak, a falvakat a gyakrabban használt csapások kötik össze.  Az árucikkeket teherhordó állatok vagy emberek „hátizsákban” szállítják.

## Kultúra

### Nyelv
A serpa nyelv (néha serpali) egy tibeti nyelvjárás, de számtalan jövevényszavuk van a környező népektől is. A nyelv a sino-tibeti nyelvcsalád tibeti-burmai ágához tartozik. A serpa tonális nyelv, 6 magánhangzó és 31 mássalhangzó fonémája van. Egy szóalakon egy prefixum (a tő előtt megjelenő toldalék) és akár három szuffixum (a tő után megjelenő toldalék) is lehet. A főneveknek nincs nyelvtani nemük. Ma a nyelv használata szórványos, főleg falvakban és az idősebb generáció beszéli. Írásra a dévanágari vagy tibeti írást használják, az idegen népekkel való érintkezéskor a nepáli nyelvet beszélik.

### Népi hiedelmek

#### A jeti
Az egyik legjellemzőbb eleme a serpa hiedelmeknek a jeti (yeh-teh). A népmesék szerint régen sok jeti élt, akik rendszeresen megtámadták és félelemben tartották a serpákat. Egy nap az öregek összegyűjtöttek mindenkit egy magashegyi legelőn, és mindenki hozott magával egy csupor kukoricasört (csáng), valamint különböző fegyvereket. Ezek után úgy tettek, mintha részegek lennének, és harcot imitáltak egymással. Este aztán mindenki hazament, hátrahagyva a fegyvereket és a (meg sem kezdett) sört. A jetik, akik napközben elrejtőzve figyelték az embereket, éjjel előjöttek és megitták a sört, majd harcolni kezdtek egymással. Nemsokára a legtöbb jeti meghalt. Azok, akik kevésbé részegedtek le, megmenekültek és bosszút esküdtek, de olyan kevesen maradtak, hogy inkább visszahúzódtak a hegyi barlangokba. Ha nagy ritkán emberrel találkoznak, akkor megtámadják.

#### A szépség fogalma
A serpák számára – a nyugati turistákkal ellentétben – a hegycsúcsok és jégfalak nem számítanak szépnek, inkább érdektelennek (ez nincs ellentétben vallási fontosságukkal). A serpák szeretik az élénk, erős színeket, ezeket találják szépnek, a fehéret unalmasnak gondolják. A serpák számára egy hegycsúcs megmászása nem önmagában érdekes, hanem az onnan eléjük táruló látvány miatt.

### Kulturális örökség
A hagyományos tibeti táncdrámát (csam) a serpák a Mani Rimdu ünnepeken adják elő. A jól kidolgozott, megkoreografált táncot jelmezekbe és maszkokba öltözött szerzetesek játsszák el. Ennek során történeteket adnak elő, aminek vallási célja az, hogy bemutassák a buddhista istenek győzelmét a bön vallás gonosz démonjai felett. A templomok zenekarai kísérik az előadást. A hangszerek, a dobok, a cintányérok, a kézi csengők, kagylókürtök, a három méter hosszú havasi kürtök, a nagy oboák és az emberi csípőcsontból készült furulyák is mind egyedi módon vannak díszítve. A szerzetesek által a vallási szertartás keretén belül előadott jellegzetes ének szintén a tibeti szakrális zene hagyományaihoz tartozik.
Az UNESCO 1979-ben a Szágarmantha Nemzeti Parkot a világörökség részének választotta be ökológiai fontossága miatt, és az egyedi kultúrával rendelkező serpák jelenléte még érdekesebbé teszi a parkot. Itt található a Csomolungma, a park területén a völgyekben sok vörös macskamedve és hópárduc él.

### Vallás

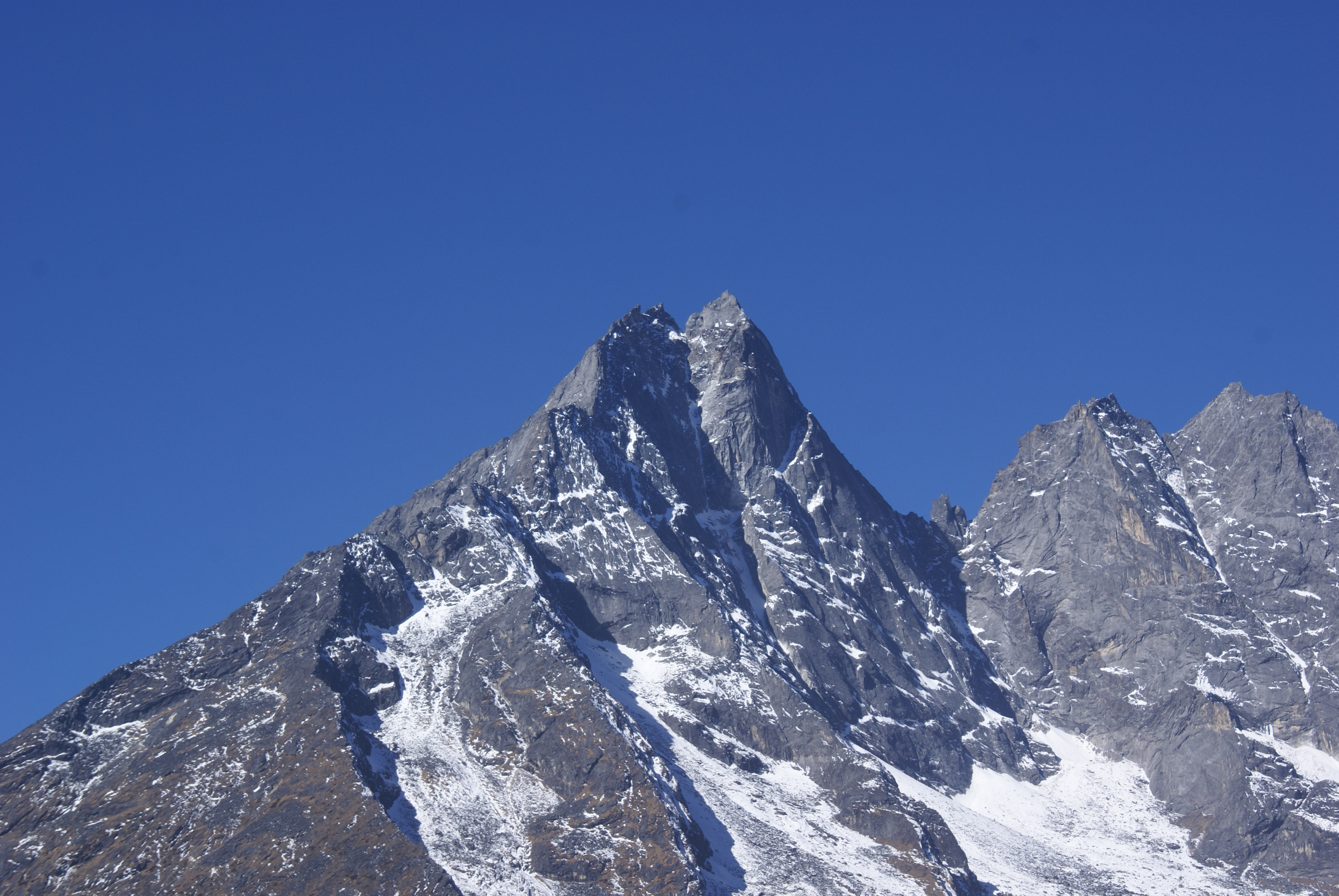
A Khumbila hegy kelet felől nézve

A serpák többsége nyingmapa buddhista, amely a legrégebbi tibeti buddhista (lámaista) vallási ág (a hagyomány szerint Padmaszambhava indiai szerzetes alapította a tanításai révén a 8. században), amely keveredik a nép misztikus hiedelemvilágával és a sámánizmussal. Ezért a serpa hiedelemvilágban Buddha és a buddhista istenségek mellett számon tartanak számtalan egyéb istenséget és démont is, akik a hegyekben, barlangokban és erdőkben élnek. A legnagyobb hegyeket istenként imádják. A nyugati világ által „Everest”-nek nevezett hegyet Csomolungmának hívják, ami annyit tesz, hogy  a „világ anyja”. Több egyéb hegyet is istenként tisztelnek. A Makalu hegy Sankár istent képviseli (=Siva).
Vallásukban központi istenség a varázslatos fehér lován közlekedő Mani Rimdu, akiről úgy gondolják, hogy a térség szent hegye, Khumbila testesíti meg. A Khumbila hegyet részben azért tartják szentnek, mert formája olyan, mint az istennek rituálisan felajánlott kúp alakú sütemény, a torma.
A serpák hiedelemvilágát  a négy évszak váltakozása befolyásolta, ezekhez istennőket, színeket rendelnek és fesztiválokkal ünnepelnek meg.
Igri-gyemo a nyár istennője, színe az azúr. Gungi-gyemo a tél istennője, színe a sárga;  tongy-gyemo az ősz istennője, színe a zöld; csigi-gyemo a tavasz istennője, színe a piros.
Egyes ünnepek csak egy napig tartanak, mások akár hat napig is. Ilyen alkalmakkor a faluban megáll az élet, mert az ünnepen mindenki részt vesz. A falu lakosai közül egy tiszteletre méltó személy, a sámán (lawa) a felelős az ünnep megszervezéséért és technikai lebonyolításáért. Ő adományokat gyűjt az ünnepséghez,  szétosztja a feladatokat a lakosok között, és az ünneplés egyes fázisait időzíti. Az ünnep fényét emeli, ha azon egy vagy több vallási vezető, láma is részt vesz (láma = „újjászületett” tibeti nyelven).
Ha a faluban van láma, az ő feladata a falusiak mindennapi vallási igényét teljesíteni. A láma megházasodhat és gyakran háztartást is vezet. Vallási feladatai főleg a születéssel, házasságkötéssel és a halálozások körüli teendőkkel kapcsolatos; rituális megtisztítást végez, néha démonok kiűzését is.
Vallási feladatokat a falu sámánja és  jövendőmondója (mindung) is végez, ők foglalkoznak a természetfelettivel, és a szellemekkel. Ők azonosítják be a boszorkányokat, az istenek és szellemek mondandóját közvetítik, és betegségeket diagnosztizálnak.
A serpák vallásának egyik fontos eleme a kolostor, a gonpa. Körülbelül mintegy két tucat van belőlük a Szolu-Khumbu régióban. A gonpa a szerzetesek közösségének lakhelye (a szerzetesekből - akik általában fiatal fiúk, ritkábban lányok - lesznek később a lámák). Elszigetelten élnek a kolostorokban, a külvilági élethez csak az évenként megtartott ünnepek alkalmával csatlakoznak, amikor vallási szertartásokat mutatnak be, amik szintén a kolostorban zajlanak. A külvilágba temetések alkalmával mennek ki, amikor a halott mellett szent szövegeket olvasnak fel.  Cölibátusban élnek, feladatuk az igazság keresése és a vallási megvilágosodás elérése. Nagy tiszteletnek örvendenek, és nagyrészt a lakosság támogatásából tartják fenn magukat. Az egyik legismertebb gonpa helye Tengbocse, ez a Namcse Bazártól északra van. A tengbocsei kolostor híres egy avatára (egy korábbi láma reinkarnációja) miatt, továbbá igen ismertek a könyvtárában őrzött vallási szövegek és tárgyak is (például tanka - vallásos festmény).

### Rítusok és ceremóniák
- Névadó ünnepség: A gyermek névadó ünnepsége az egyik legfontosabb esemény (a megszületés napját nem tartják fontosnak). A gyermek születéséről értesítik a helyi lámát, aki a születés időpontja alapján meghatározza a névadó ünnepség idejét és a gyermek nevét. A gyermekeket gyakran nevezik el a hét azon napja után, amikor született. A névadó ünnepségen a láma, és a rokonokon kívül a szomszédok is részt vesznek. A legtöbb serpa csak egytagú nevet használ.[7]
- Esküvő: A házasságkötési ceremónia (zendi) során a fiú családja a legjobb ruháiba öltözik, és így mennek a lány szüleinek házához. Ott étellel és itallal várják őket, nekik pedig táncolniuk és énekelniük kell. Ezután a rokonok házait keresik fel, ahol a folyamat megismétlődik. A procedúra sokszor napokig tart. Végezetül az ifjú pár és a fiú rokonai visszaérkezik a fiú szüleinek házához. A házasság formális jele a vőlegény és a menyasszony homlokára vajjal rajzolt jel. Az ifjú asszony hozományt kap a családjától és barátaitól, ami lehet pokróc, jakgyapjú-szőnyeg, lábtörlő, de akár élő szarvasmarha is (jellemzően jak).
- Halotti szertartás: A holttestet megmossák és fehér lepellel borítják. A láma levágja egy hajtincsét, így az „élet lehelete” (a prána) elhagyhatja a testet. Ezután szent szövegeket olvasnak fel. A halott mögötti hevenyészett oltárra kúp alakú süteményt tesznek (torma). A láma dönti el (buddhista és hindu asztrológiai szövegeket tanulmányozva) a temetés módját (elégetik, eltemetik vagy vízbe bocsátják a testet) és a halott eltávolításának idejét, ami általában több nappal a halál után történik. A temetési szertartáson fiatal lámák is közreműködnek: kagylóból készült kürtöket fújnak, dobolnak, cintányérokat ráznak, zászlókat lengetnek. A család rituális tisztálkodást végez a temetés után, amibe a ház megtisztítása is beletartozik és az elhunyt túlvilági haladása érdekében is szertartást végeznek. A serpák hiedelme szerint a lélek még 49 napig a ház közelében marad, amikor is az utolsó napokon tartanak egy halotti tort és egy utolsó szertartást (gyova), ami nagy lakomában ér véget.

### Személyes kapcsolatok
A serpák vendégszerető emberek. Az alapszabály az, hogy még a házba belépő alkalmi látogató se hagyja el a házat anélkül, hogy „a szájába kerülne valamilyen étel”. Általában tibeti teát vagy tibeti sört kínálnak. Magasabb társadalmi rangú vendég pár falatot mindenképpen kap, vagy akár teljes étkezést. A többi ázsiai hagyományos vendéglátással ellentétben a serpák hozzáférést engednek a látogatóknak a család konyhájába és a vallási szertartásra szolgáló oltárhoz is.

### Családi élet

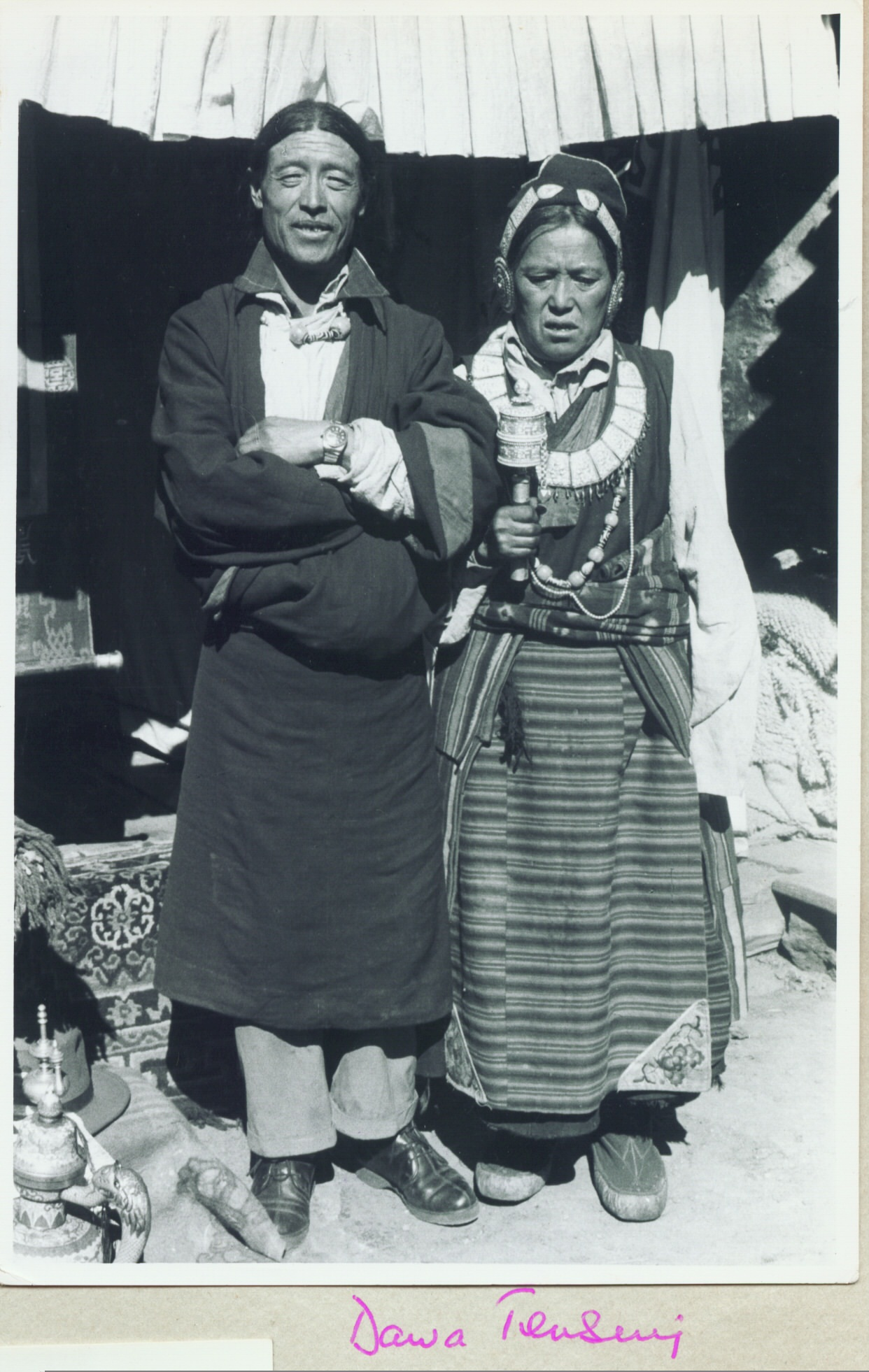
Serpa pár hagyományos öltözetben (az 1950-es évek környékén)

A serpa társadalom néhány exogám klánból áll, ezek neve ru. Mindenkinek a saját klánján kívül kell házastársat választania, de ezen kívül a klán nem szabja meg tagjai életét. Az egyes klánok között nincs rangsor, de létezik két endogám csoport, a khadeu és a khamendeu. Az előbbibe tartozó tagok magasabb társadalmi rangúnak számítanak. Ha a másik csoportba házasodnak, az a rangjuk csökkenésével jár.
A serpák önállóan választanak leendő házastársat maguknak. A sikeres lánykérés után a fiúnak joga van a lány szülei házában élni és a lánnyal aludni. Ez az állapot több évig is tarthat, aminek végén a kapcsolat „válással” is végződhet. Amikor az érintett családok úgy érzik, hogy a házasság sikeres lehet, egy szertartást tartanak, ami formálisan megerősíti a házassági szándékot. Ismét több hónap vagy év is eltelhet a tényleges házasságkötésig (zendi).
A serpa család kicsinek számít a dél-ázsiai átlaghoz képest. A család rendszerint a két szülőből és otthon élő gyermekeikből áll. A megházasodó fiú általában önálló otthont kap, ami akkorra készül el, amikor a házasságot megkötötték. Érdekesség, hogy az ifjú férj nem foglalja el a házát, hanem a lány szüleinek házában él, amíg gyermekük születik, és csak ekkor költöznek be új otthonukba. A legtöbb házasság monogám, de engedélyezett a többférjűség (poliandria), aminek sajátos presztízse van. Rendszerint testvérek osztoznak meg az asszonyon. A válás elég gyakori a serpák között.

### Öltözködés
A serpa öltözködés hasonló a tibetihez. A férfiak és a nők is hosszú, gyapjúból készült alsóinget hordanak, erre (szintén gyapjú-) köntöst vesznek fel. Fölötte vastag, durva, körbe tekerhető köntöst viselnek (bakhu), ami a térd alá is leér, és ezt oldalt kötik meg. Derekuk köré övet tekernek, ennek neve sash. A férfiak és a nők is hosszú, bőr talpú gyapjúcsizmát hordanak. A csizma felső része barna, vörös, zöld vagy kék színű. A csizmákat színes fűzővel kötik meg. A női öltözet sajátsága a sokszínű, csíkos kötény, ami elöl és hátul a csípő alatti részt takarja. A hátsó kötényt minden nő hordja, az elsőt csak a férjezett nők. Különféle mintázatú, egyedi sapka (sjamahu) egészíti ki a serpa női viseletet.
A hagyományos serpa férfi viselet viharos gyorsasággal tűnik el a mindennapos gyakorlatból, mivel erősen visszaesett a Tibetből behozott gyapjú és gyapjúholmi mennyisége, ezért az elhasználódott gyapjúruházatot nem tudják kellő ütemben pótolni. Azok a fiatalemberek, akik időről időre bekerülnek a nyugati hegymászók csapataiba, a hegymászásra nyugaton kifejlesztett hegymászóruhákat és az ehhez kapcsolódó egyéb nyugati ruházatot viselik. Az idősebb férfiak sokszor kényszerűségből gyapotból készült holmit hordanak, ami nem felel meg az ottani klimatikus viszonyoknak.

### Gasztronómia
A serpák étkezéseiben dominálnak a keményítő tartalmú ételek, amiket zöldségekkel, fűszerekkel, időnként hússal egészítenek ki. Minden étkezéskor isznak tibeti teát (amibe sót és vajat tesznek), és ezt étkezések közben is fogyasztják. Jellemző reggeli a tibeti tea és több tányér zabkásaleves, a campa, amihez sült lisztet és vizet, teát vagy tejet adnak. Késő délelőtt van az ebéd, ami többnyire főtt krumpli, amit fogyasztás előtt fűszeres lébe mártogatnak. Néha gabonakeverékből (szen) készült kemény tésztafélét esznek, amit fűszerekből és zöldségekből álló mártással ízesítenek.  Időnként hús is kerül a tányérba, bár a serpák, buddhisták lévén, nem ölnek állatot. A tipikusnak mondható vacsora tésztagolyókból áll, krumpliból, fűszerekkel sütött zöldségekből, amit vajban vagy más állati zsiradékban sütnek meg, és vizet isznak hozzá, amit liszttel sűrítenek. A serpa étrendben fontos szerepet játszanak a tejből készült ételek, mint például vaj és az aludttej. Húst és rizst csak speciális alkalmakkor fogyasztanak.
Kedvenc italuk a tibeti sör, a csáng, amit kukoricából, kölesből vagy más gabonából készítenek. Nem csak étkezéskor, hanem a legfontosabb társadalmi, és ünnepi alkalmakkor is fogyasztják. Jelképes és vallási jelentősége is van a serpa társadalomban. Egy antropológus, aki az ételeket vizsgálta a serpa társadalomban, ötvenféle elnevezést jegyzett fel a sörre. A nevek az alkalomtól függően is változtak.

### Oktatás
A modern értelemben vett iskolai oktatás csak az 1960-as évektől létezik, ennek létrehozását Edmund Hillary szorgalmazta és a későbbi évek során támogatta. Ezt megelőzően oktatás csak a kolostorokban folyt, és annak tartalmát a buddhizmus tanulmányozása tette ki.
Egy 2001-es felmérés szerint a (15 évnél idősebb) felnőtt férfi serpa lakosság körében az írástudók aránya 37% (a nők esetén 20%). Csak általános iskolai szintű állami oktatás létezik. Az iskola céljára használt épületek elhanyagolt állapotban vannak. Valójában a szülők sem szorgalmazzák, hogy gyerekeik iskolába járjanak, hiszen így kiesnek a ház körüli és a mezőgazdasági munkákból.
Vannak nem állami szervezetek, amik szorgalmazzák és támogatják az iskolai oktatás bővítését a serpa gyerekek számára. Például a Sherpa Association of Nepal (Nepáli serpa szövetség) lobbizik a nepáli kormánynál, hogy biztosítsanak munkahelyeket az államigazgatásban a serpák számára, adjanak ösztöndíjat a serpa tanulóknak, és legyen kötelező az oktatás 14 éves korig. Más szervezetek, mint a The Sir Edmund Hillary Foundation of Canada (Sir Edmund Hillary alapítvány), és a The Himalayan Trust ösztöndíjat biztosít speciálisan serpa tanulók számára.

### Ünnepek
A serpák számára a legfőbb ünnepek a Loszár, a Dumdzse és a Mani Rimdu.
A Loszár (lo-gszar) február végére esik, ez jelzi az új év kezdetét a tibeti naptárban. Zajos ünneplés, tánccal, énekkel, evéssel-ivással. Az alacsonyabban fekvő falvakba télre levonuló serpák igyekszenek visszatérni magasabban fekvő otthonaikba a Loszár kezdetére.
A Dumdzse a gyarapodás, a jó egészség ünnepe. Ideje július, amikor a mezőgazdasági munkák véget érnek, a tibeti kereskedelmi karavánok visszatértek, és a nyájakat előkészítik, hogy a magasabban fekvő legelőkre vigyék őket. A hétnapos ünnep alatt a serpák felkeresik a helyi gonpát, ahol imádkoznak az isteneikhez (mint például Rinpocse, Phava Csere-si és Cangpa). A lámák esténként olyan táncokat adnak elő, amikkel elűzik a rossz szellemeket. Az ünnep alatt sokat esznek és isznak. A fiatalok is részt vesznek a táncban és éneklésben.
Ugyanilyen fontos ünnep a színes Mani Rimdu. Erre távolabb élő serpák is ellátogatnak. Egy év alatt négy alkalommal tartják, kétszer Khumbuban (a Tami és Tengbocse kolostorokban), és kétszer Szolu-Khumbuban (a Csivong és Thakszindhu kolostorokban). A szerzetesek színes öltözéket és maszkokat viselnek, amikkel isteneket és démonokat személyesítenek meg. Rituális táncokat mutatnak be, amikkel félelmet akarnak kelteni a rossz szellemekben, illetve hogy elűzzék őket.
Az evés-ivás szinte minden serpa ünnep alkalmával jelen van, ez alól kivétel a Nyungne. Ez az előző év során elkövetett bűnök vezeklésére szolgál. Három napon keresztül az emberek tartózkodnak a szeszes italoktól, a tánctól, és sokan teljes böjtöt tartanak. Meglátogatják a gompát, ahol szent szövegeket olvasnak a lámákkal közösen, és az Om mani padme hum mantrát ismételgetik. A szerzetesek és az apácák két héten keresztül tartják a megszorításokat.

### Szórakozás, sport, szabadidő
A serpák szabadidejükben szeretnek kártyázni és kockázni. A fiúk és lányok körében népszerű a birkózás és a durva tréfák kitalálása. Hagyományos szórakozás a táncolás, éneklés és a sörivás.
Egyes tehetséges serpák vallásos képek festésével foglalkoznak, mások liturgikus énekek éneklésével.

## Gazdaság
A hagyományos serpa gazdasági aktivitás a mezőgazdasági termelés és a Tibettel való cserekereskedelem körül összpontosult. A Himaláján keresztül zajló kereskedelmi forgalom visszaesésével, ami nagyrészt a kínai kormány politikájának következménye, a mezőgazdaság lett a serpa lakosság fő támasza. Az alacsonyabban fekvő területeken  (ilyen például Szolu-Khumbu) a körülmények lehetővé teszik a földművelést, a serpák kukoricát, árpát, hajdinát és zöldségeket termesztenek. A burgonya a modernebb korban, 1920 után jelent meg a serpa mezőgazdaságban, és azóta jelentős szerepet tölt be a mindennapi étkezésben.
Magasabb területeken, például Khumbuban inkább állattenyésztéssel foglalkoznak. Itt a hideghez alkalmazkodott szarvasmarhát és jakot (Poëphagus grunniens) tartanak. Hibridjeik, a dzo (bika) és a dzum (tehén) fontos szerepet játszanak a gazdaságban. A ruházkodáshoz szükséges gyapjút adják, továbbá tejet és az abból készült termékeket, többek között vajat. A vajat eladják vagy a más területen élőkkel gabonára cserélik. A dzo könnyen betanítható teherhordásra vagy szántásra.
A Himalája által jelentett félelmetes fizikai akadály ellenére a Nepál és Tibet közötti kereskedelmi karavánoknak mindig fontos történelmi szerepük volt ebben a térségben. A serpák, földrajzi helyzetükből és a nagy magassághoz való alkalmazkodásuk révén fontos szerepet játszottak ennek a kereskedelemnek a lebonyolításában, például a Nangpa La és más hágókon keresztül. Só, juhgyapjú, hús és élő jakok cserélnek gazdát manapság is (2013) és haladnak ezeken az útvonalakon Tibetből Nepálba. Cserébe gabonamagvak, rizs, vaj, iparcikkek érkeznek. A Namche Bazaar, ami 3480 m magasan fekszik, a fő kereskedelmi központnak számít Tibet felé.
A serpák már 1907-től kezdve segédkeztek a Himalája csúcsainak megmászásánál a nyugati hegymászóknak, akkoriban elsősorban mint teherhordók, akik az expedíció felszerelését a fejükön vitték. Edmund Hillary új-zélandi hegymászó, és egy nepáli serpa, Tendzing Norgaj 1953-as Csomolungma-megmászása felhívta a figyelmet a serpákra. Világossá vált, hogy a serpa hegymászó egyenrangú félként, mint hegyi vezető működött közre a csúcs meghódításában. Ez ráirányította a hegymászók figyelmét a serpákra. A nyugati hegymászók vezetése komoly anyagi hasznot hoz a legkeresettebb serpák számára. Egy jól kereső serpa hegyi vezető alkalmanként nagyjából 10 000 amerikai dollárt kap.

### A hegymászás

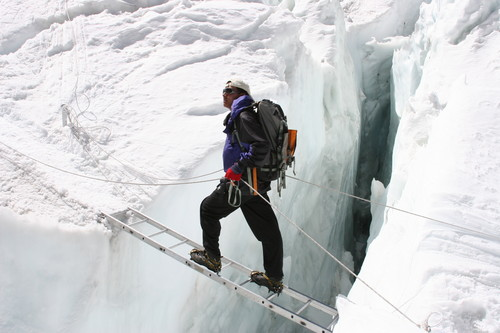
Modern serpa hegyi vezető a Khumbu-jégesésen

A serpa hegymászókat és hegyi vezetőket nagy tisztelet övezi a világ hegymászói részéről. A más országokból a Himalájához érkező hegymászó expedíciók számára nehezen nélkülözhető segítséget nyújtanak a kezdetektől fogva. Hegymászókörökben nehézséget növelő faktornak számít a serpák segítségének nélkülözése. Sokan a „serpa” szó alatt a hegyi vezetőket értik, pedig a szó magát a népet jelenti (többségük sohasem mászik hegyet).
Spekulációk folynak arról, hogy ez a páratlan hegymászási képesség (a helyi viszonyok alapos ismerete mellett) annak is köszönhető, hogy a nagy magasság miatt genetikai módosulások jöttek létre a serpák szervezetében. Ezek egyike azok az egyedi enzimek, amik a vérben a hemoglobin-kötést befolyásolják, és megduplázzák a nitrogén-monoxid kiválasztását.
A rossz időjárás miatt minden évben csak néhány hét kedvező a Csomolungma megmászására.

## Társadalmi problémák
Problémát jelent az alkoholizmus az egészségügyi vonatkozásai miatt. Bár az oktatásban változás indult meg, az iskolázottság alacsony foka hozzájárul a nép elszigeteltségéhez, és Nepál alacsony fejlettségi szintjéhez, amit ezzel összefüggésben az alacsony beruházási kedv konzervál.
Fenyegetést jelent a serpa társadalomra nézve a turisták beáramlása is, pedig ez jelentős jövedelemforrás. Ez kipótolhatná az 1950-es évek óta elszenvedett gazdasági visszaesés okozta károkat. A turizmus terén megindult a fejlődés Khumbu régióban. Sok serpa hegyi vezető korábban elképzelhetetlen jövedelmekre tett szert. Ennek azonban egyik ára a turisták okozta környezetszennyezés. A gazdaságban megjelent a korábban ismeretlen infláció, kialakult a függőség a turistáktól, megjelentek a kábítószerek. A gazdagabb hegyi vezető serpák rendszeresen Katmanduba repülnek az expedíciók végeztével.

### A nők szerepe

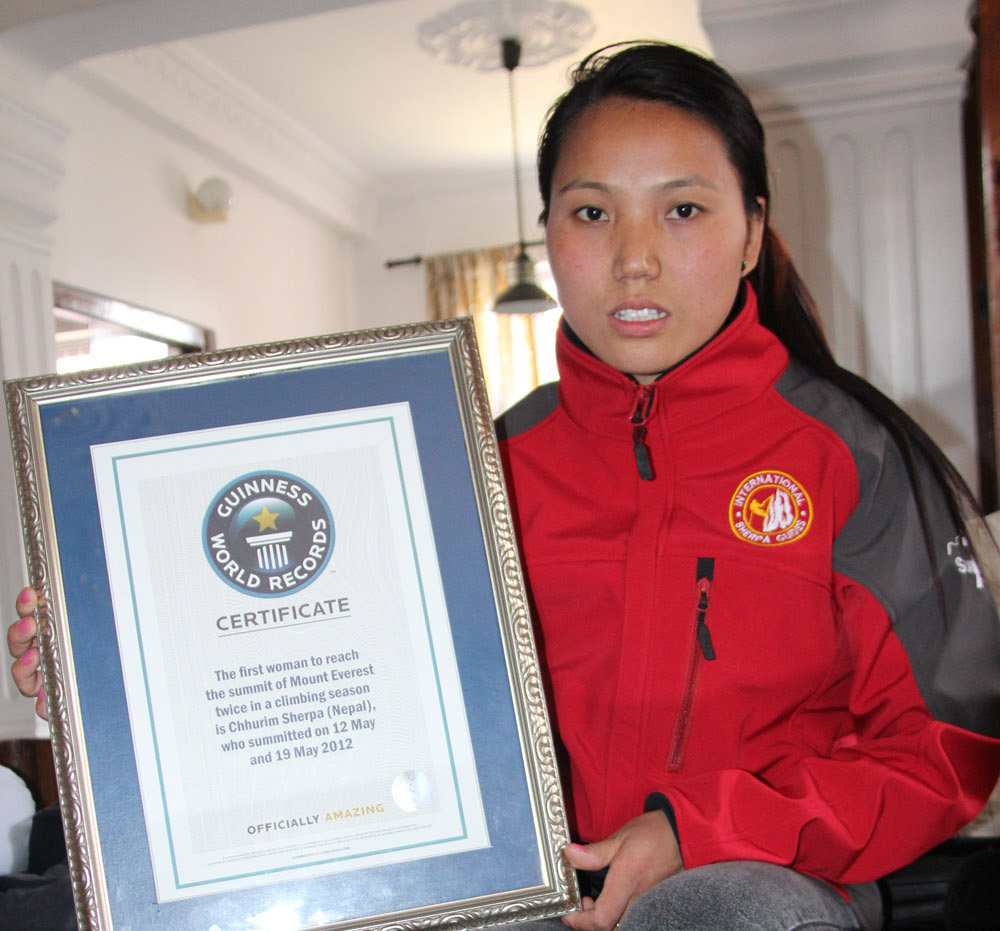
Cshurim, az első serpa nő, aki egy szezonon belül kétszer érte el a Csomolungma csúcsát (2012-ben)

A nők alacsony társadalmi helyzete ellenére (ami a hindu társadalom és értékrend befolyásának következménye) a nők központi szerepet játszanak a több száz éves szokások és hagyományok megőrzésében és továbbvitelében a serpa kultúrában. A hagyományos serpa társadalomban az asszonyok feladata a háztartás vezetése, amit egész évben 10 hónapon át önállóan végeznek, amíg férjük távol van és hegymászó expedíciókban teherhordási munkát végez. A gyermekek felnevelése mellett az asszony foglalkozik a föld megművelésével vagy az állatok gondozásával is.
Az örökség, a tulajdonlás, az oktatáshoz való hozzáférés (vagy annak hiánya) tükrözi a nők hátrányos helyzetét a hinduizmusban. Az utóbbi években sikerült megtörni a férfiak monopóliumát a hegyi vezetés területén. 2000-ben Lakpa Serpa, aki Sankhuwasabha faluból származik, megmászta a Csomolungmát egy történelminek számító, kizárólag nőkből álló hegymászó expedícióban (később is még több alkalommal elérte a csúcsot). Mindazonáltal csak kevés serpa (nő vagy férfi) részesül a hegymászó expedíciókban való részvétel előnyeiből.

## Híres serpák
- Tendzing Norgaj - az első, 1953-as sikeres Csomolungma megmászás
- Lakpa Serpa - 2000-ben megmászta a Csomolungmát egy történelminek számító, kizárólag nőkből álló hegymászó expedícióban
- Pem Dordzsi - 2004-ben gyorsasági rekordot állított fel. A Csomolungma csúcsát mindössze 8 óra 10 perc alatt érte el.[9]
- Apa Serpa 1990 és 2011 között összesen 21 alkalommal érte el a Csomolungma csúcsát. 2013-ban 53 évesen jelentette be visszavonulását a hegymászástól és az USA-ba költözött. Úgy nyilatkozott, hogy sose akart hegyet mászni, de szüksége volt a pénzre.[10]
- Kami Rita - serpánál többször senki sem járt még a világ legmagasabb hegycsúcsán.Legújabb rekordját 2023.május 23-án kora reggel állította fel, amikor a hagyományos, délkeleti útvonalon jutott fel a hegyre, ezzel 28-szor megmászva a Csomolungmát.[11]
- Cshurim Serpa - szintén női serpa, 2012-ben kétszer is elérte a Csomolungma csúcsát (gyakorlatilag 1 héten belül), így bekerült a Guinness Világrekordok könyvébe

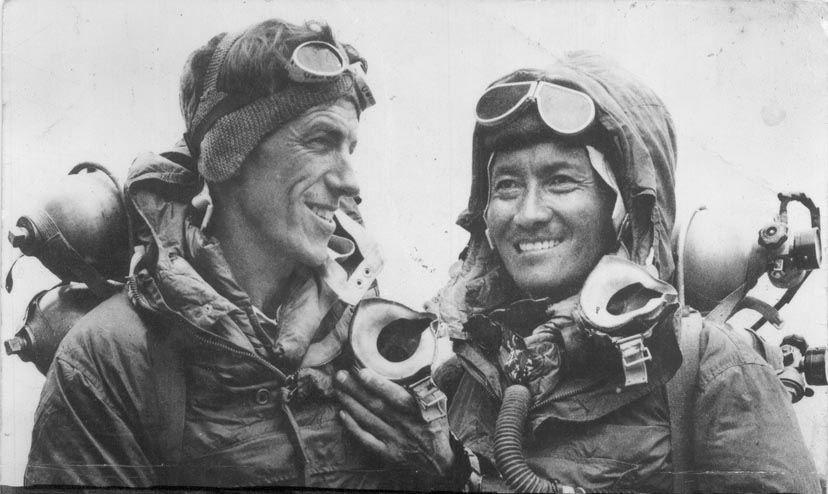
Hillary és Tendzing
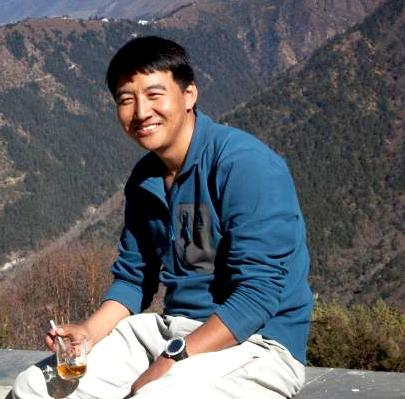
Pem Dordzsi
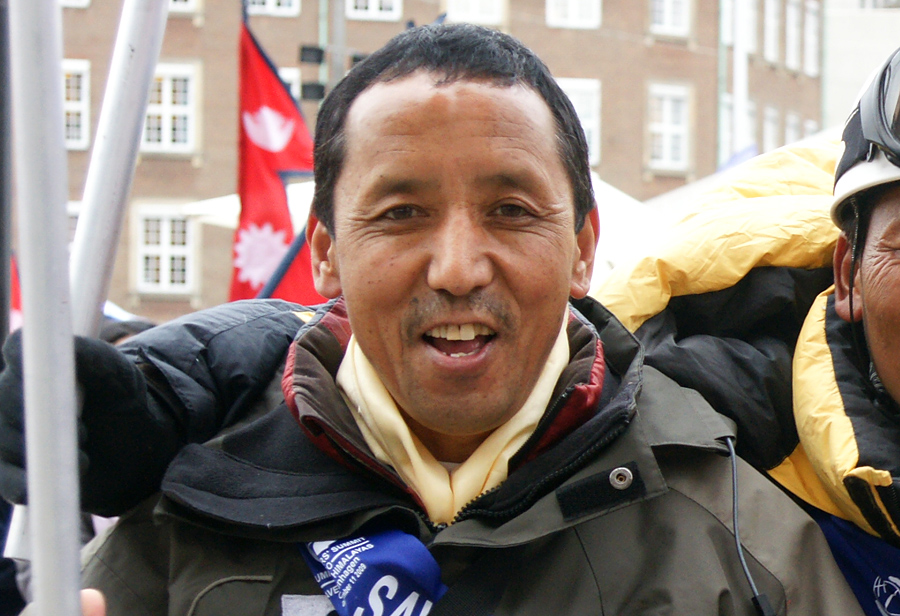
Apa Serpa